# Gosvinta
Gosvinta (525 ca. – 589) Regina consorte dei Visigoti dal 544 al 568 e poi dal 569 al 586.

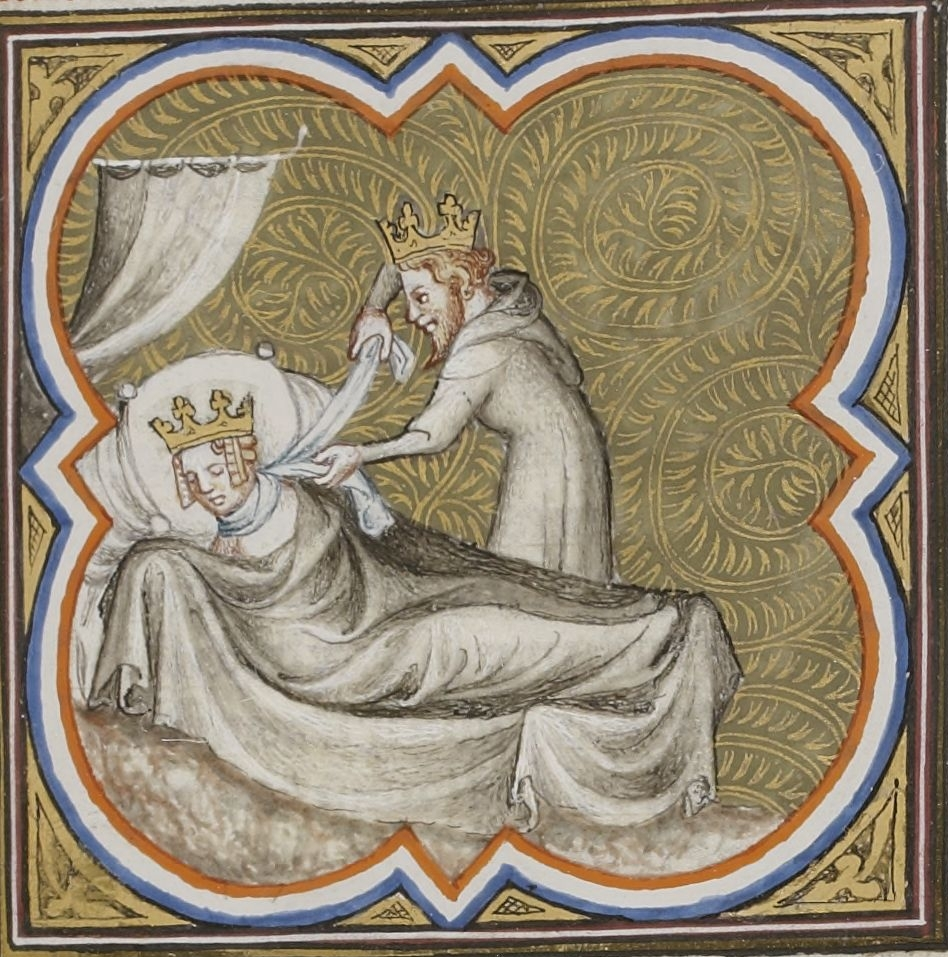

Gosvinta, moglie di due re, Atanagildo e Leovigildo, professò la fede ariana per tutta la vita e non vi rinunciò malgrado la conversione del regno visigoto al cattolicesimo, visse da protagonista uno dei periodi più importanti della storia di Europa contribuendo, da regina, ad affrontare le sfide della convivenza dei Visigoti con patrizi iberico-romani, Svevi nella penisola iberica, Franchi e Burgundi in Gallia, Vandali in Nordafrica. Visse a Toledo, città che aiutò a far diventare la capitale di un regno già consolidato e in espansione.

## Origine
Di Gosvinta non si conoscono gli ascendenti, ma secondo alcuni storici, era figlia illegittima del re Amalarico, ultimo sovrano della dinastia dei Balti.

Il Diccionario biográfico español, Real Academia de la Historia, sostiene che Gosvinta, anche se non era discendente dei Balti, apparteneva ad una famiglia visigota molto potente ed influente nella penisola iberica.

## Biografia
Gosvinta nacque intorno al 525 in luogo non conosciuto da una famiglia aristocratica visigota. Il suo nome deriva forse dall'unione delle parole altogermaniche "gaus", che potrebbe significare "risonante" e swint, "potente". Ma potrebbe essere una contrazione di Gondesvinta, dove "gund" significherebbe "combattente".
Si ritiene possibile che Gosvinta fosse accolta nella sua giovinezza alla corte di Teudi, sovrano di origine ostrogotica che succedette a Amalarico, e che presso quella corte vi si combinasse il suo matrimonio con il futuro re Atanagildo. Le nozze tra Gosvinta e Atanagildo furono celebrate verso il 545. Gli sposi si trasferirono in Betica (l'odierna Andalusia) e Gosvinta ebbe due figlie, Galesvinta e Brunechilde, ma è probabile, come spesso accadeva in quei tempi, che vi fossero stati altri discendenti, morti in tenera età.
Suo marito, Atanagildo, nel 551 si era ribellato al re Agila e diede inizio ad una guerra civile che si protrasse per tre anni e si concluse con la sua conquista del trono, nel 554 e la morte di Agila I l'anno successivo. Gosvinta era ora regina dei Visigoti.
Nonostante che dovette combattere per tutta la durata del suo regno, suo marito, Atanagildo consolidò il suo potere e accrebbe la prosperità del regno; la fama dello splendore della sua corte e delle sue due figlie Brunechilde e Galsuinda si sparse nei regni vicini, tanto che furono chieste in moglie da due re merovingi, rispettivamente da Sigeberto I re dei Franchi di Austrasia e da Chilperico I re dei Franchi di Neustria, come riporta il Herimanni Augiensis Chronicon; di questi due matrimoni, avvenuti tra il 566 ed il 567 si trova un resoconto nella cronaca di Gregorio di Tours e nel Carminum epistularum di Venanzio Fortunato.
Pochi mesi dopo questi avvenimenti, nel dicembre del 567 o nel 568, secondo il vescovo Giovanni di Biclaro nella sua Iohannis Abbatis Biclarensis Chronica, dopo che i suoi quattro predecessori erano stati assassinati dai loro cortigiani, Atanagildo morì nel suo letto, a Toledo, come confermano Isidoro di Siviglia e il Chronicon Albeldense. 

Dopo la morte di Atanagildo, secondo il vescovo Isidoro di Siviglia, dopo 5 mesi di regno vacante, nella primavera del 568, venne eletto re Liuva, come riportano lo storico Giovanni di Biclaro nella sua Iohannis Abbatis Biclarensis Chronica e anche Isidoro di Siviglia.
Liuva I, nel 569, associò al trono il fratello Leovigildo, come riportano sia Isidoro di Siviglia che il vescovo Gregorio di Tours, avendo suddiviso il governo territoriale dei Visigoti in modo tale che Leovigildo sovrintendesse alla parte iberica, mentre Liuva si occupava oltre che del resto del territorio al di là dei Pirenei, la Settimania, e la provincia Tarraconense. 

Leovigildo, di origine ostrogota, arrivato nella capitale, Toledo, sposò Gosvinta, la vedova di Atanagildo, ottenendo l'appoggio dei Balti e della altre casate visigote. Gosvinta fu nuovamente regina. Anche Leovigildo era al suo secondo matrimonio.
Nel 573, Liuva I morì lasciando Leovigildo unico re dei Visigoti, come riportano sia Isidoro di Siviglia, che Gregorio di Tours e Giovanni di Biclaro, facendosi coadiuvare alla reggenza dai suoi due figli di primo letto, Ermenegildo e Recaredo,
Il più anziano dei due fratelli, Ermenegildo, si era unito in matrimonio con una principessa franca, fervente cattolica, Ingonda, figlia di re Sigeberto I, sovrano d'Austrasia e di Brunilde, figlia del re Atanagildo, nel 574, secondo il Herimanni Augiensis Chronicon, nel 579, secondo Giovanni di Biclaro. Gosvinda, fervente ariana, era la mamma di Brunilde e quindi la nonna di Ingonda, cercò di convincere la nipote a convertirsi all'arianesimo, anche con le minacce e infine con la violenza. Per evitare che la situazione precipitasse e non avere problemi con i Franchi, Leovigildo, nel 579, mandò il figlio Ermenegildo a governare Siviglia, una delle province della frontiera coi bizantini; Ermenegildo, per le pressioni della moglie Ingonda ma anche per influsso del vescovo di Siviglia, Leandro, si convertì al Cattolicesimo e intorno a lui si coagulò la protesta cattolica, che durante il governo di Leovigildo aveva dovuto subire anche dei periodi di persecuzioni (della persecuzione dei cattolici ne parla anche Isidoro di Siviglia). 

Anche Isidoro di Siviglia, Giovanni di Biclaro ed il Herimanni Augiensis Chronicon riportano la ribellione di Ermenegildo.
Leogivildo viene considerato il più grande sovrano della Spagna visigota; lasciando Gosvinta vedova una seconda volta, nel 586, suo marito, Leovigildo, morì di morte naturale come riportano Isidoro di Siviglia, Giovanni di Biclaro e il Chronicon Albeldense, mentre il Herimanni Augiensis Chronicon, riporta che morì nel 587. 
Sul trono gli succedette il figlio minore, figliastro di Gosvinda, Recaredo,
Secondo Giovanni di Biclaro, nel 587 Recaredo si convertì al Cattolicesimo segnando un momento fondamentale per la storia religiosa della penisola iberica e per il futuro dei Visigoti.
Gosvinta, che non rinunciò mai alla sua fede ariana, assieme al vescovo, Uldida, mise in atto manovre a favore degli oppositori ariani di Recadero. Per questo fu perseguita e dopo che Uldida era stato condannato all'esilio, Gosvinta morì (si diede la morte vitae tunc terminum dedit); secondo altre fonti, risultata colpevole di tradimento, morì strangolata, oppure avvelenata a Toledo il 24 novembre", nel 589.

## Figli
Gosvinda ad Atanagildo diede due figlie:
- Galsuinda (ca. 540-568), regina dei Franchi di Neustria, per il matrimonio, del 567, col re merovingio Chilperico I, che l'anno dopo la fece strangolare[5][6];
- Brunechilde (ca.543-613), regina dei Franchi di Austrasia, per il matrimonio col re merovingio Sigeberto I, nel 566[5][6].

Gosvinda a Leovigildo non diede due figli.

### Fonti primarie
- (LA)  Gregorio di Tours, Historia Francorum Testo disponibile su Wikisource.
- (LA)  "Saint+Gregory+(Bishop+of+Tours)"&printsec=frontcover Historia Francorum.
- (LA)  Isidori Historia Gothorum, Wandalorum, Sueborum, De origine Gothorum.
- (LA)  Anastasii abbatis opera omnia.
- (LA)  Monumenta Germaniae Historica, Auctorum antiquissimorum, tomus 4.1, Venanti Fortunati Carminum.
- (LA)  Monumenta Germaniae Historica, Auctorum antiquissimorum, tomus XI, Iohannis Abbatis Biclarensis Chronica.
- (LA)  Monumenta Germaniae Historica, Scriptores (in Folio) (SS), tomus 5, Herimanni Augiensis Chronicon.

### Letteratura storiografica
- Rafael Altamira, La Spagna sotto i Visigoti, in Storia del mondo medievale, vol. I, 1999,  pp. 743-779.
- Christian Pfister, La Gallia sotto i franchi merovingi: vicende storiche, in Storia del mondo medievale, vol. I, 1999,  pp. 688-711.
- Yolanda Godoy, Gosvinta, La regina dei Visigoti, Milano, Jaca Book, 2004.